# 17. november
17. november je 321. dan leta (322. v prestopnih letih) v gregorijanskem koledarju. Ostaja še 44 dni.

## Dogodki
- 284 – Dioklecijan postane rimski cesar
- 1558 – Elizabeta I., postane angleška kraljica
- 1869 – odprt Sueški prekop
- 1940 – 1.900 praških študentov deportiranih v koncentracijska taborišča
- 1941 – oddajati začne Radio Kričač
- 1944 – ameriška podmornica Spadefish potopi japonsko pomožno letalonosilko Shinyo
- 1970 – na Luni pristane sovjetsko plovilo Luna 17, ki pripelje vozilo Lunohod 1
- 1987 – izide prvi zvezek Enciklopedije Slovenije
- 1989 – žametna revolucija odpihne češkoslovaški komunistični režim
- 1997 – islamski skrajneži ubijejo 62 obiskovalcev templja Hačepsut v Luksorju
- 1999 – slovenska nogometna reprezentanca izloči ukrajinsko in se uvrsti na evropsko prvenstvo v nogometu
- 2000 – v Logu pod Mangartom zemeljski plaz zasuje 7 ljudi

## Rojstva
- 1019 – Sima Guang, kitajski zgodovinar, politik in pisec († 1086)
- 1490 – Andrej Perlah, slovenski matematik, astronom, astrolog, zdravnik († 1551)
- 1597 – Henry Gellibrand, angleški astronom, matematik, duhovnik († 1636)
- 1685 – Pierre Gaultier de Varennes, Sieur de La Vérendrye, francosko-kanadski častnik, trgovec s krznom, raziskovalec († 1749)
- 1749 – Nicolas Appert, francoski kuhar, slaščičar († 1841)
- 1755 – Ludvik XVIII., francoski kralj († 1824)
- 1776 – Friedrich Christoph Schlosser, nemški zgodovinar, pedagog († 1861)
- 1790 – August Ferdinand Möbius, nemški matematik, astronom († 1868)
- 1794 – George Grote, angleški zgodovinar in helenist († 1871)
- 1868 – Korbinian Brodmann, nemški nevrolog († 1918)
- 1877 – Frank Calder, britanski hokejski funkcionar († 1943)
- 1887 – Bernard Law Montgomery, angleški maršal († 1976)
- 1889 – Fran Albreht, slovenski pesnik, prevajalec, publicist († 1963)
- 1894 – Jože Lacko, slovenski partizan in narodni heroj († 1942)
- 1895 – Mihail Mihajlovič Bahtin, ruski filozof, semiotik († 1975)
- 1896 – Lev Semjonovič Vigotski, ruski psiholog († 1934)
- 1902 – Eugene Paul Wigner, madžarsko-ameriški fizik, matematik, nobelovec  1963 († 1995)
- 1906 – Soičiro Honda, japonski industrialec († 1991)
- 1925 – Rock Hudson, ameriški filmski igralec († 1985)
- 1935 – Toni Sailer, avstrijski alpski smučar († 2009)
- 1942 – Martin Scorsese, ameriški filmski režiser in igralec
- 1944:
  - Danny DeVito, ameriški filmski igralec
  - Rem Koolhaas, nizozemski arhitekt, urbanist
- 1966 – Jeff Buckley, ameriški pevec in tekstopisec († 1997)
- 1973 – Bernd Schneider, nemški nogometaš
- 1978 – Rachel McAdams, kanadska filmska, televizijska in gledališka igralka
- 1983 – Christopher Paolini, ameriški pisatelj
- 1986 – Nani, portugalski nogometaš

## Smrti
- 375 – Valentinijan, rimski cesar (* 321)
- 1188 – Usama ibn Munkid, arabski pesnik in kronist (* 1095)
- 1231 – Elizabeta Ogrska, madžarska princesa, turinška mejna grofica, svetnica (* 1207)
- 1307:
  - Hetum II., kralj Kilikijske Armenije (* 1266)
  - Leon III., kralj Kilikijske Armenije (* 1289)
- 1326 – Edmund FitzAlan, angleški plemič, 9. grof Arundel (* 1285)
- 1494 – Giovanni Pico della Mirandola, italijanski humanist, kabalist in filozof (* 1463)
- 1558 – Marija I., angleška in irska kraljica (* 1516)
- 1592 – Ivan III. Švedski (* 1537)
- 1624 – Jakob Böhme, nemški protestantski teolog in mistik (* 1575)
- 1747 – Alain-René Lesage, francoski pisatelj in dramatik (* 1668)
- 1796 – Katarina II. Velika, ruska carica (* 1729)
- 1858 – Robert Owen, valižanski utopični socialist (* 1771)
- 1859 – Eugène Soubeiran, francoski znanstvenik (* 1797)
- 1917 – Auguste Rodin, francoski kipar (* 1840)
- 1929 – Herman Hollerith, ameriški poslovnež, izumitelj (* 1860)
- 1938 – Ante Trumbić, hrvaški politik (* 1864)
- 1941 – Ernst Udet, nemški letalski as prve svetovne vojne, general Luftwaffe (* 1896)
- 1959 – Heitor Villa-Lobos, brazilski skladatelj (* 1887)
- 1985 – Avgust Černigoj, slovenski slikar, grafik (* 1898)
- 1990 – Robert Hofstadter, ameriški fizik, nobelovec 1961 (* 1915)
- 2000 – Louis Eugène Félix Néel, francoski fizik, nobelovec 1970 (* 1904)
- 2004 – Aleksander Ragulin, ruski hokejist (* 1941)
- 2006 – Ferenc Puskás, madžarski nogometaš (* 1927)
- 2013 – Doris Lessing, britanska pisateljica, nobelovka 2007 (* 1919)
- 2015 – Drago Grubelnik, slovenski alpski smučar in trener (* 1976)

## Prazniki in obredi
- mednarodni dan študentov